# Todesfolge
Der Begriff der Todesfolge wird als beschreibender Zusatz für ein den Tod verursachendes Ereignis („mit Todesfolge“) benutzt. Juristisch stellt sie eine Erschwerung diverser Straftaten mit Folgen „für Leib oder Leben“ dar. Sämtliche Straftaten, die durch die Todesfolge (erfolgs)qualifiziert werden, gehören zur Deliktsgruppe der Verbrechen und zu den Tötungsdelikten im weiteren Sinne.
Im deutschen Strafrecht benennen viele erfolgsqualifizierte Delikte, wie z. B. die Körperverletzung mit Todesfolge (§ 227 StGB), die Todesfolge als strafverschärfendes Merkmal. Die Erfolgsqualifikation Todesfolge muss mindestens fahrlässig herbeigeführt worden sein (§ 18 StGB), unter gewissen Umständen mindestens leichtfertig.
Der Zusammenhang zwischen Tat und Todesfolge muss nicht nur kausal sein, die in der tatbestandsspezifischen Gefahr muss sich nach gefestigter Auffassung in Rechtsprechung und Literatur im tödlichen Ausgang unmittelbar niederschlagen. Die Todesfolge kann in der Regel auch durch ein Unterlassen (wohl aber nicht bei den Raubdelikten mit Todesfolge, § 251 StGB) verwirklicht werden. Ist der Gefährdungs- und/oder Ursachenzusammenhang zwischen dem Grunddelikt und der Todesfolge nicht gegeben, so ist die Bestrafung wegen der Begehung des Grunddelikts und der fahrlässigen Tötung (§ 222 StGB) in Tateinheit, § 52 StGB, möglich. Gegebenenfalls kann noch eine Nötigung hinzutreten.
Auch im österreichischen Strafrecht findet sich der Begriff analog.